# Sheila Heti
Sheila Heti (Toronto, 1976) és una escriptora canadenca, considerada figures emergents de la nova narrativa internacional. Sovint emmarcada en corrents com l'Alt-Lit ("Alternative Literature"), ha publicat col·leccions d'assajos com The Chairs are Where People Go (Faber, 2011), juntament amb Misha Glouberman, i ha desenvolupat projectes artístics com el blog Metaphysical Poll, on la gent publicava els somnis que tenien de Barack Obama i Hillary Clinton durant les eleccions primàries del 2008. La seva aclamada novel·la ¿Cómo debería ser una persona? (Alpha Decay, 2013) la va donar a conèixer entre els lectors espanyols i catalans. Alguns d'ells ja la coneixien per la seva tasca periodística a The New York Times o The Guardian, però ara a més és editora de la secció d'entrevistes de la prestigiosa capçalera The Believer Mag.